# Emir Mkademi
Emir Mkademi, teilweise auch Amir Mkademi, (* 20. August 1978) ist ein ehemaliger tunesischer Fußballspieler.

## Sportlicher Werdegang
Mkademi debütierte Ende der 1990er Jahre für Étoile Sportive du Sahel im Erwachsenenbereich und feierte mit der Mannschaft mit dem Gewinn des CAF Cup 1999 einen internationalen Titel. Kurze Zeit später avancierte der Abwehrspieler zum tunesischen Nationalspieler, als er im Rahmen der Qualifikation zur Weltmeisterschaft 2002 beim 3:0-Erfolg über Mauretanien im April 2000 im Auswahltrikot debütierte. Während er mit dem Klub in den folgenden Jahren regelmäßig Vizemeister im Championnat de Tunisie wurde, hielt er sich im erweiterten Kreis der Nationalelf. Dabei gehörte er unter Nationaltrainer Khemais Labidi zum Kader beim Afrika-Cup 2002, wo er beim frühzeitigen Ausscheiden am Ende der Gruppenphase zwei Einsätze verbuchen konnte. Auch im Sommer wurde er für den WM-Kader nominiert, blieb aber beim Ausscheiden am Ende der Gruppenphase ohne Spieleinsatz – sein zehntes Länderspiel im Turniervorfeld, eine 0:1-Niederlage gegen Slowenien im Länderspielfenster im April, war sein letzter Einsatz im Nationaljersey. 
Anfang 2003 wechselte Mkademi innerhalb Tunesiens zum Serienmeister Espérance Tunis, mit dem er in den Spielzeiten 2002/03 und 2003/04 jeweils den nationalen Titel gewann. 2004 ging er zu Akçaabat Sebatspor in die Süper Lig, konnte sich dort aber nicht durchsetzen und zog nach nur einer Halbserie zum aserbaidschanischen Klub FK Karvan Yevlax weiter. Anfang 2006 kehrte er zu Espérance Tunis zurück, beim Gewinn des Doubles kam er jedoch nicht über den Status eines Ergänzungsspielers hinaus. Daraufhin wurde er im Sommer des Jahres zum Ligakonkurrenten Club Athlétique Bizertin transferiert, ehe er beim ägyptischen Klub Telecom Egypt SC seine Karriere beendete.